# Гандбол на літніх Олімпійських іграх 2020
Змагання з гандболу на літніх Олімпійських іграх 2020 року пройшли з 24 липня по 8 серпня на арені Національна гімназія Йойогі в Токіо. Розіграли два комплекти нагород: серед чоловіків і жінок.

## Жеребкування
За підсумками жеребкування учасники змагань були поділені на дві групи.

### Чоловіки
Детальніше: Гандбол на літніх Олімпійських іграх 2020 (чоловіки)
| - Норвегія - Франція - Німеччина - Бразилія - Іспанія - Аргентина | - Данія - Швеція - Португалія - Японія - Єгипет - Бахрейн |

### Жінки
Детальніше: Гандбол на літніх Олімпійських іграх 2020 (жінки)
| - Нідерланди - Чорногорія - Норвегія - Японія - Південна Корея - Ангола | - Іспанія - ОКР - Угорщина - Швеція - Франція - Бразилія |

## Медальний залік
| Місце  | Країна   | Золото | Срібло | Бронза | Загалом |
| ------ | -------- | ------ | ------ | ------ | ------- |
| 1      | Франція  | 2      | 0      | 0      | 2       |
| 2      | Данія    | 0      | 1      | 0      | 1       |
| 2      | ОКР      | 0      | 1      | 0      | 1       |
| 4      | Іспанія  | 0      | 0      | 1      | 1       |
| 4      | Норвегія | 0      | 0      | 1      | 1       |
| Всього | Всього   | 2      | 2      | 2      | 6       |